# 렌소이스 마라냥시스 국립공원
렌소이스 마라냥스 국립공원(Parque Nacional dos Lençóis Maranhenses)는 브라질 북동부 마라냥주에 위치한 국립공원으로, 상조제만 바로 동쪽에 있다. 1981년 6월 2일에 보호 구역으로 지정되었으며, 155,000 헥타르(1,550 제곱킬로미터) 면적의 공원은 70 km의 해안선과 완만한 모래 언덕으로 이루어진 내륙으로 구성되어 있다. 우기 동안에는 언덕 사이의 계곡이 담수 석호로 채워지며, 아래의 불침투성 암석 때문에 물이 빠지지 않는다. 이 공원에는 멸종위기종으로 등재된 4종을 포함한 다양한 종이 서식하고 있으며, 생태관광객들에게 인기 있는 목적지가 되었다.
2024년 7월 이 지역은 뛰어난 아름다움과 세계에서 독특한 자연적 특성으로 인해 유네스코 세계유산으로 선언되었다.

## 지리
공원은 브라질 북동부 해안, 마라냥주에 위치하며, 대서양을 따라 70 킬로미터 (43 mi)의 해변과 접해 있다.:80 내륙으로는 파르나이바강, 상조제 분지, 이타페쿠루강, 무님강, 페리아강과 접해 있다.:80 공원은 약 155,000헥타르(1,550 제곱킬로미터)의 면적을 포함하고 있으며, 주로 후기 제4기 동안 형성된 광대한 해안 사구 지역(바르카노이드 사구로 구성)으로 이루어져 있다.:79
공원의 대부분은 사막처럼 보이지만, 이 지역은 연간 약 1200mm의 비가 내리며 연간 강수량이 250mm 미만으로 정의되는 사막보다 강수량이 많다. 이 강수량의 약 70%는 1월부터 5월 사이에 발생한다.
모래는 파르나이바강과 프레기사스강에 의해 대륙 내륙에서 공원으로 운반되며, 바람에 의해 최대 50 km까지 내륙으로 다시 밀려 들어와 최대 40 m 높이의 일련의 모래 언덕을 만든다. 1월부터 6월까지의 우기 동안에는 폭풍우가 언덕 사이의 공간을 최대 100 m 길이와 3 m 깊이의 담수 석호로 채우며, 이들은 공원 면적의 41%에 달한다. 석호의 물은 모래 표면 아래에 위치한 불침투성 암석층에 의해 배수가 방지된다. 석호는 일반적으로 온도가 27.5 ℃에서 32 ℃ 사이이고, pH는 4.9에서 6.2 사이이며, 용해된 영양분 수준이 낮다. 건기가 다시 오면 풀은 빠르게 증발하여 매월 최대 1 m 의 깊이를 잃는다.
공원 내부에는 Queimada do Britos(1,100 ha)와 Baixa Grande (850 ha) 두 개의 오아시스 또는 레스팅가가 있다.
공원 지역의 연평균 기온은 26 ℃에서 28.5 ℃ 사이이며, 연간 기온 변화는 약 1.1 °C이다.

## 생태
공원의 석호들은 종종 서로 연결되어 있으며, 지역을 통과하는 강들과도 연결되어 있다. 이곳에는 여러 어류와 곤충 종이 서식하는데, 그중에는 호플리아스속의 호플리아스 말라바리쿠스(Hoplias malabaricus)가 있으며, 이 물고기는 젖은 진흙층으로 파고 들어가 건기 동안 휴면 상태를 유지한다. 공원의 중심을 이루는 사구 외에도 생태계에는 레스팅가와 맹그로브 생태계도 포함된다.
이 공원에는 브라질 멸종위기종 목록에 등재된 4종이 서식하는데, 홍따오기, 긴꼬리수달, 호랑고양이, 서인도제도매너티이다. 공원에는 또한 식물 133종, 조류 112종, 그리고 최소 42종의 파충류가 서식한다.

## 관광

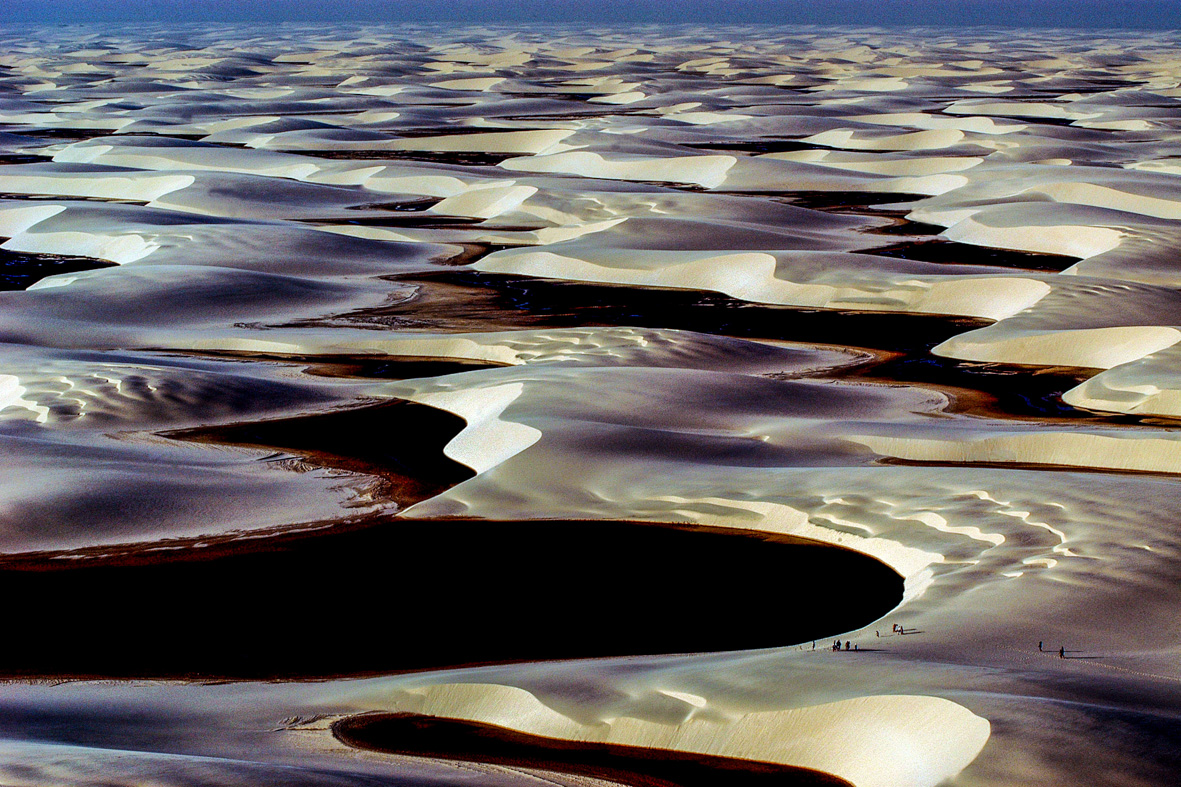

렌소이스 마라냥스 국립공원은 연간 6만 명의 방문객을 맞는다.:80 공원 내 일반적인 활동에는 서핑, 카누, 승마 등이 있다.:80

## 대중 문화
이 공원은 브라질 영화 The House of Sand에 등장했다. 인도 영화 로봇의 사운드트랙인 "Kadhal Anukkal"도 이곳에서 촬영되었다. 영화 어벤져스: 인피니티 워 (2018)와 어벤져스: 엔드게임 (2019)는 이 공원의 풍경을 보르미르 행성으로 사용했다. 2022년에는 음악 그룹 RY X의 콘서트가 이 공원에서 촬영되었다.

## 같이 보기
- 제니파부(Genipabu)
- 카크로스 사막(Carcross Desert)

### 내용주
1. ↑  문자적으로는 "마라냥의 지하수위"[2]